# Dawn Landes
dawn Landes (ur. 5 grudnia 1980 w Louisville w stanie Kentucky) – amerykańska, nowojorska piosenkarka folkowa i w gatunku folk/alternatywa, autorka piosenek i tekstów, gitarzystka, specjalistka od gry na dzwonkach, producent muzyczny i profesjonalny inżynier studyjny.
Landes koncertuje nie tylko solowo, ale także czasami w ramach nowojorskiej alternatywno-folkowej indie grupy muzycznej Hem jako instrumentalistka na dzwonkach oraz udzielając się śpiewem harmonijnym, wspierając podobnie brzmiącą główną wokalistkę Sally Ellyson.
Landes pracuje jako inżynier w studio muzycznym Stratosphere Sound w Nowym Jorku oraz w prywatnym studiu do wykonywania nagrań kompozytora Philipa Glassa. Wystąpiła na scenie koncertując z takimi muzykami jak Bryan Ferry, Josh Ritter (jej były mąż), Suzanne Vega, José González, Feist, The Weakerthans, Andrew Bird, Midlake, The Kentucky Gentlemen, jak i wieloma innymi.
Po wydaniu trzeciego solowego albumu Fireproof 4 marca 2008, rozpoczęła trasę koncertową, która spotkała się z krytycznym uznaniem.
dawn Landes okazyjnie występuje w publicznym radiu w USA, w tym w krajowo nadawanych audycjach National Public Radio, np. w ramach programu World Cafe. Jej teledyski dla piosenek z albumu Fireproof to „Bodyguard” (udział biorą: Juna Drougas i Ray Rizo) i „Twilight”.
W 2005 piosenki jej autorstwa, a także w jej wykonaniu, „Kissing Song” i „You Alone”, znalazły się na ścieżce dźwiękowej filmu Winter Passing. „Kissing Song” jest podkładem pod końcową listę płac.
W 2008 inna jej piosenka znalazła się na scieżce dźwiękowej, także w formie podkładu pod końcową listę płac, filmu Savage Grace.
Jej piosenka „Drive” została użyta w 23 odcinku 5 sezonu serialu „Dr House”.

## Dyskografia

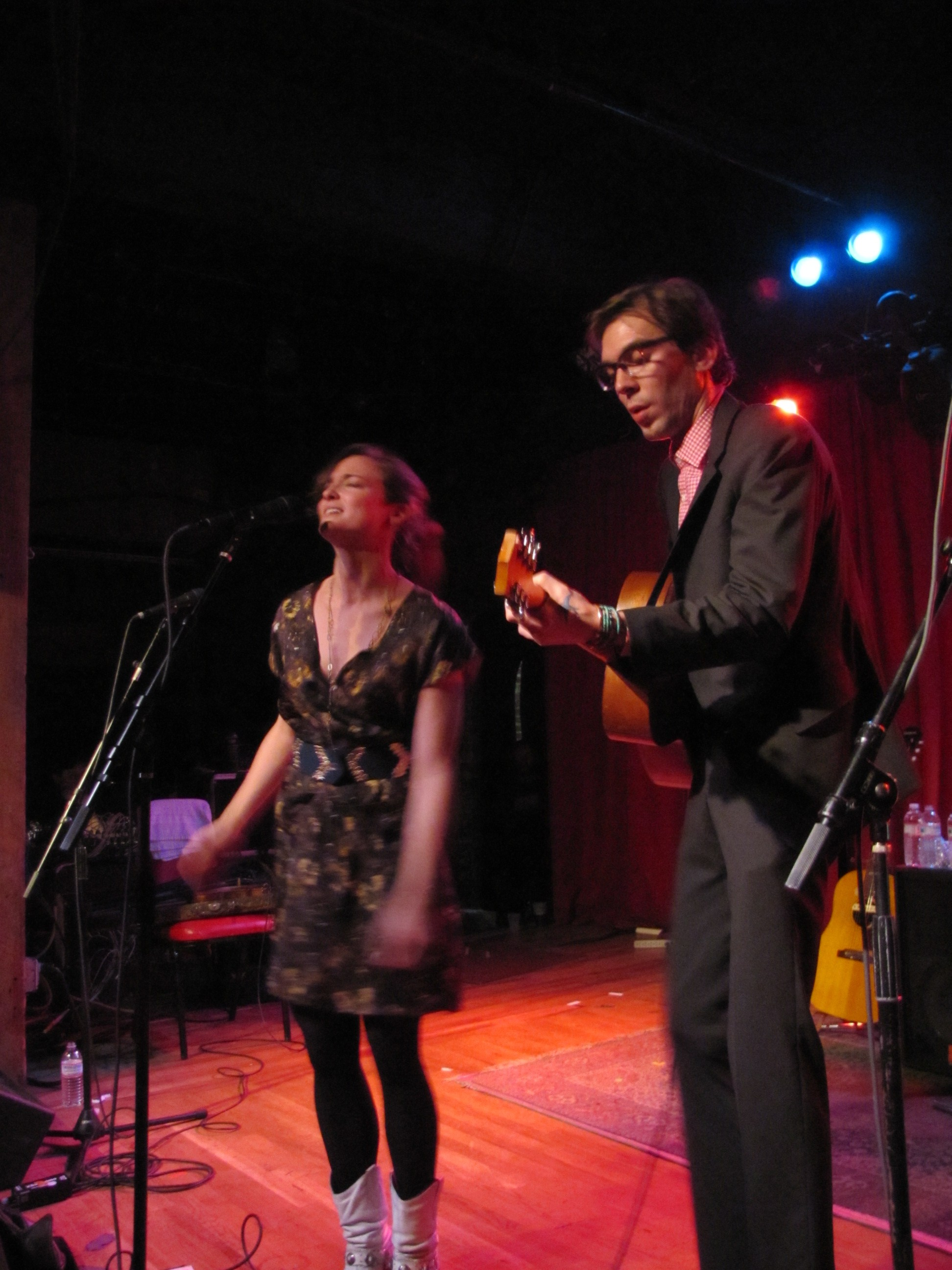
dawn Landes duetuje z Justinem Townem Earle w styczniu 2010 roku na scenie w mieście Nashville

### Albumy solowe
- 2002 – dawn's Music (wydana własnym sumptem w USA/Ocean Music w Europie)
- 2006 – two, three, four (Boy Scout Recordings w Wielkiej Brytanii)
- 2008 – Fireproof (Cooking Vinyl w USA/Fargo Music w Europie)
- 2009 – Sweetheart Rodeo (Cooking Vinyl/Fargo)
- 2014 – Bodyguard

### EP
- 2012 – Mal Habillée EP (Fargo)
- 2014 – Covers (miniEP)